# Xuluq
Xuluq è un comune dell'Azerbaigian situato nel distretto di Qusar. Conta una popolazione di 369 abitanti.